# The Open Door
The Open Door – drugi album studyjny grupy Evanescence. Został wydany 25 września 2006, trzy lata po debiucie Fallen. Do tej pory sprzedano ponad 5 milionów tego albumu, w czym 2,1 mln w samej Ameryce. Album składa się z 13 utworów.

## Lista utworów
| #   | Tytuł                       | Autor tekstu          | Czas trwania |
| --- | --------------------------- | --------------------- | ------------ |
| 1.  | "Sweet Sacrifice"           | Amy Lee/Terry Balsamo | 3:05         |
| 2.  | "Call Me When You’re Sober" | Amy Lee/Terry Balsamo | 3:34         |
| 3.  | "Weight of the World"       | Amy Lee/Terry Balsamo | 3:37         |
| 4.  | "Lithium"                   | Amy Lee               | 3:44         |
| 5.  | "Cloud Nine"                | Amy Lee/Terry Balsamo | 4:22         |
| 6.  | "Snow White Queen"          | Amy Lee/Terry Balsamo | 4:22         |
| 7.  | "Lacrymosa"                 | Amy Lee/Terry Balsamo | 3:37         |
| 8.  | "Like You"                  | Amy Lee               | 4:16         |
| 9.  | "Lose Control"              | Amy Lee/Terry Balsamo | 4:50         |
| 10. | "The Only One"              | Amy Lee/Terry Balsamo | 4:40         |
| 11. | "Your Star"                 | Amy Lee/Terry Balsamo | 4:43         |
| 12. | "All That I’m Living For"   | Amy Lee/John LeCompt  | 3:48         |
| 13. | "Good Enough"               | Amy Lee               | 5:31         |

- iTunes Exclusive

| #   | Tytuł                                                    | Autor tekstu | Czas trwania |
| --- | -------------------------------------------------------- | ------------ | ------------ |
| 14. | "The Last Song I’m Wasting On You" [Pre-order Exclusive] | Amy Lee      | 4:07         |

- B-Sides

| #  | Tytuł               | Autor tekstu                    | Czas trwania |
| -- | ------------------- | ------------------------------- | ------------ |
| 1. | "If You Don't Mind" | Amy Lee/Terry Balsamo/Will Boyd |              |
| 2. | "Together Again"    | Amy Lee                         | 3:20         |

- Japońska edycja specjalna

| #   | Tytuł                                          | Autor tekstu          | Czas trwania |
| --- | ---------------------------------------------- | --------------------- | ------------ |
| 14. | "Call Me When You’re Sober" (acoustic version) | Amy Lee/Terry Balsamo | 3:39         |

Płyta DVD
| #  | Tytuł                                             | Autor tekstu | Czas trwania |
| -- | ------------------------------------------------- | ------------ | ------------ |
| 1. | "Call Me When You’re Sober" - Teledysk            |              |              |
| 2. | "Making of the Video – Behind the scenes footage" |              |              |

## Informacje o płycie
- Powstało 16 utworów na tę płytę podczas sesji nagraniowej trwającej od września 2005 do marca 2006.
- Pierwszy singel Call Me When You’re Sober trafił do wybranych stacji radiowych 31 lipca 2006.
- Teledysk wyreżyserował Marc Webb i nagrał w lipcu 2006.
- Amy Lee napisała melodię do filmu Opowieści z Narnii: Lew, czarownica i stara szafa o tytule: „The Narnia Song”, jednak nie pojawiła się ona na oficjalnej ścieżce dźwiękowej do filmu, która jak głosiła plotka (zdementowana przez Amy Lee na oficjalnym forum) została dodana jako intro do piosenki Good Enough.
- 4 września płyta przeciekła do internetu.
- 29 września do internetu przeciekł B-Side: The Last Song I’m Wasting On You
- W pierwszym tygodniu sprzedaży płyta pokryła się złotem w Nowej Zelandii i platyną w Australii oraz zadebiutowała na pierwszych miejscach list sprzedaży w Stanach Zjednoczonych, Szwajcarii, Grecji i Niemiec.
- W piosence Call Me When You’re Sober chórki robią dwie siostry Amy Lee – Carrie i Lori.
- Like You jest zadedykowane zmarłej siostrze Amy, podobnie jak Hello na Fallen.
- Evanescence z płytą The Open Door uplasowało się na 14. miejscu podsumowania roku światowej sprzedaży płyt, z wynikiem 2 990 000 sprzedanych kopii.
- w maju 2007 do sieci trafił utwór, który miał być utworem If You Don't Mind lecz okazało się, że jest to utwór True napisay przez Akirę Yamaokę, i jest włączony w ścieżkę dźwiękową w grze video Silent Hill.